# Ariel Pietrasik
Ariel Piotr Pietrasik (* 21. Oktober 1999 in Łódź) ist ein polnisch-luxemburgischer Handballspieler.

## Karriere

### Verein
Ariel Pietrasik begann im Alter von acht Jahren mit dem Handball beim HB Mersch 75. Mit fünfzehn Jahren kam der 2,02 m große linke Rückraumspieler in die Jugend des HC Berchem. Ab 2016 lief der Rechtshänder, der zum Schreiben die linke Hand benutzt, für die Männermannschaft des HC Berchem in der ersten luxemburgischen Liga auf. Mit Berchem nahm er zweimal am EHF Challenge Cup sowie am EHF European Cup teil. Im Sommer 2021 wechselte er zum Schweizer Erstligisten TSV St. Otmar St. Gallen. In der Saison 2021/22 wurde er mit 182 Toren, davon sieben per Siebenmeter, zweitbester Torschütze der Schweizer Handball League, obwohl er durch eine Verletzung sechs Wochen pausieren musste. Im Sommer 2023 wechselte er zu den Kadetten Schaffhausen, mit denen er 2023 den Supercup gewann.

### Nationalmannschaft
Mit der polnischen Nationalmannschaft nahm Pietrasik an der Europameisterschaft 2022 (12. Platz) teil, bei der er sechs Tore in fünf Einsätzen warf. Bei der Weltmeisterschaft 2025 warf er 20 Tore in sieben Spielen und belegte mit dem Team den 26. Platz. Insgesamt bestritt er 48 Länderspiele, in denen er 104 Tore erzielte.

## Privates
Ariel Pietrasiks Vater Grzegorz spielte als Handballtorwart in Łódź, in Deutschland  in der 3. Liga und in Luxemburg, seine Mutter Katarzyna (geb. Ekiel) lief für die Polnische Fußballnationalmannschaft der Frauen auf und seine drei Jahre jüngere Schwester Ewa war polnische Handballnationalspielerin im Juniorinnenbereich. Pietrasik spricht Deutsch, Polnisch, Luxemburgisch, Englisch und Französisch.